# Кеппі Рікс
Кеппі Рікс (англ. Cappy Ricks) — американська пригодницький фільм режисера Тома Формана 1921 року.

## У ролях
- Томас Міган — Метт Пізлі
- Чарльз С. Еббе — Кеппі Рікс
- Агнес Ейрс — Флорі Рікс
- Хью Камерон — Мерфі
- Джон Ст. Поліс — Скінер
- Пол Евертон — капітан Кендалл
- Євгенія Вудворд — місіс Пізлі
- Том О'Меллі — капітан Джонс
- Іван Лінов — Олі Петерсон
- Вільям Воллі — Свенсон
- Джон Френсіс Діллон — Ларсон
- Гледіс Грейнджер — Доріс